# 片岡文雄
片岡 文雄（かたおか ふみお、1933年9月12日 - 2014年1月9日）は、日本の詩人。
高知県吾川郡いの町生まれ。高知県立高知工業高等学校、明治大学文学部卒。高校・大学の先輩である嶋岡晨と『貘』を創刊。『地球』同人。高知県で高校教師となり、定年まで勤める。1969年『悪霊』で椋庵文学賞、76年『帰郷手帖』で第9回小熊秀雄賞・第21回高知県出版文化賞、88年『漂う岸』で第13回地球賞、98年『流れる家』で第16回現代詩人賞受賞。

## 著書
- 『帰巣』私家版 1957
- 『夜の馬 詩集』国文社 ピポー叢書 1959
- 『眼の叫び 詩集』国文社 1961
- 『地の表情 詩集』思潮社 1966
- 『悪霊』岬書房 1969
- 『遠流抄・わが仁淀川 片岡文雄詩集 1973年』混沌社 1973
- 『帰郷手帖』慕蝉堂 1976
- 『いごっそうの唄 土佐方言詩集』RKC高知放送 1979
- 『はちきんの唄 土佐方言詩集』土佐出版制作室 1984
- 『おらんくの唄 土佐方言詩集』土佐出版社 土佐出版郷土文庫 1987
- 『片岡文雄詩集』思潮社 現代詩文庫 1988
- 『漂う岸 詩集』土佐出版社 1988
- 『いごっそうの唄 土佐方言詩集』土佐出版社 1991
- 『かげる庭 詩集』土佐出版社 1991
- 『流れる家』思潮社 1997

### 編纂
- 『松永伍一詩集』編 土曜美術社 日本現代詩文庫 1983
- 『明治・大正の詩』編 ほるぷ出版 日本の詩 1985
- 『ふるさと文学館 第45巻 高知』責任編集 ぎょうせい 1993

## 注
1. ↑  片岡文雄さん死去：高知新聞
2. ↑  片岡文雄追悼展
3. ↑  『現代日本人名録』